# Soy humana
Soy humana es el séptimo disco de estudio de la cantante Chenoa. Este disco ha sido producido en su totalidad por la productora sueca Maria Marcus, con la que Chenoa ya trabajó en su anterior álbum Otra Dirección. El primer sencillo de este disco lleva el mismo título "Soy humana" cuenta con un videoclip grabado por la productora de cine Fitzcarraldo Films. 
El disco alcanzó el 3º puesto de discos más vendidos y se mantuvo en las listas de ventas durante 14 semanas después de su lanzamiento. Igual que Otra dirección, todos los temas de este álbum cuentas con su lyric video. Las ventas del disco superan las 40 mil copias vendidas mundialmente.

## Listado de canciones
1. Entra en mi realidad - 3:32
2. Nada es casualidad - 3:47
3. Hoy por hoy - 3:24
4. Lágrimas - 3:58
5. Tú y yo - 3:26
6. Soy humana - 3:57
7. Nadie es inmortal - 3:44
8. Hasta la luna - 3:28
9. Puedes querer - 3:16
10. Una vez más - 3:43
11. Libertad - 4:03

### Sencillos
1. Soy humana (marzo de 2016)
2. Tú y yo (septiembre de 2016)
3. Entra en mi realidad (abril de 2017)